# Anna-Liisa Kasurinen
Anna-Liisa Kasurinen, mellan 1967 och 1989 Piipari, född Oksanen 8 maj 1940 i Kivijärvi, är en finländsk socialdemokratisk politiker. Hon var Finlands kulturminister (andra undervisningsminister) 1987–1991 i regeringen Holkeri. Åren 1990–1991 hörde till hennes portfölj även mediefrågorna på trafikministeriet.
Kasurinen var ledamot av Finlands riksdag från Kymmene valkrets 1979–1995 och elektor i 1978, 1982 och 1988 års presidentval. År 2003 förlänades hon hederstiteln stadsråd.